# Lambayeque

Lambayeque.

Lambayeque är ett av 24 departement i Peru. Det ligger i nordvästra delen av landet och är känt för sitt rika historiska förflutna med kulturerna Chimú och Moche. Departementets namn härrör från den gamla pre-Inka-kulturen lambayeques. Staden Chiclayo är departementets huvudort och största stad.

## Geografi
Lambayeque består av stora slätter som bevattnas av floder från Anderna. På grund av vattenbrist används dock största delen av marken för djurhållning. Men i dalgångarna i området skördas hälften av det rörsocker som produceras i Peru. Dessutom tillhandahåller Lambayeque och Piura största delen av det ris som konsumeras i Peru.
Denna stora jordbruksproduktion möjliggörs av en vattenreservoar som kallas "Projekt Olmos" och som ger en årlig mängd vatten på 2 050 miljoner kubikmeter.
I mindre skala under senaste århundradena har getter fötts upp i almskogarna. Detta har gett upphov till läder- och tvålindustrier. 
Det finns två små öar längs Stillahavskusten: Lobos de Afuera och Lobos de Tierra.
Departementet gränsar till Piura i norr, Cajamarca i sydöst, La Libertad i söder och Stilla havet i väster.

## Administrativ indelning
Departementet indelas i tre provinser, som består av 33 distrikt. Provinserna är (med huvudorterna inom parentes):
- Chiclayo (Chiclayo)
- Ferreñafe (Ferreñafe)
- Lambayeque (Lambayeque)

## Historia
Legenden omtalar att i äldre tider kom ett stort antal främmande flottar till San José-viken. Denna flotta bestod av en kortege av främmande krigare, ledd av en skicklig man med stort mod, som hette Naylamp och som grundade civilisationen där.
Ättlingarna skapade den stora Chimú-kulturen, som bildades i Lambayeque före Inkariket. Chimú växte och bildade en parallell stat till Inkariket. Chimú flyttade sin huvudstad till en mer lämpad och strategisk plats, där man byggde stora stadsbildningar. De var jordbrukare, vävde textilier och tillverkade konstfärdiga guldarbeten.
Inkarikets erövring av vad som idag är Lambayeque, varade i ungefär fyrtio år. Pachacuti, Tupac Inca Yupanqui och Huayna Cápac, härskade successivt i Inkariket under denna process.
Francisco Pizarro tog sig igenom regionen på sin väg till Cajamarca för att till sist besegra Inkaväldet. Han förundrade sig över det guld som användes i olika prydnads- och nyttoföremål.
Under kolonialtiden uppstod en rivalitet mellan folket i Lambayeque och Santiago de Miraflores de Saña. Orsaken till konflikten var det överflöd de senare levde i, som till och med lockade pirater. 1720 förstördes Saña i en störtflod vilket var slutet för en blomstrande stad. 
Folket i Lambayeque följde Juan Manuel Iturregui som sin ledare i kampen för frigörelse och oberoende från Spanien. Han gick i spetsen för kampen och hjälpte till att skaffa vapen i kampen.